# Kim Pub-lae
Kim Pub-lae (kor. 김법래), nazywany również jako Kim Beop-rae; ur. 24 lipca 1970 r. w Seulu) – południowokoreański aktor.

## Życiorys
Kim Pub-lae urodził się 24 lipca 1970 roku w stolicy Korei Południowej, Seulu.
Kim marzył zostać śpiewakiem operowym, dlatego studiował na Kyung Hee University, na wydziale muzycznym i planował studia za granicą. Ucząc się aktorstwa, dołączył na pół etatu do Seoul Performing Arts Company i zaczął zajmować się musicalami.

## Kariera
Kim Pub-lae zadebiutował w 1995 roku grając w dramacie muzycznym, a rok później zdobył nagrodę Korea Music Awards w kategorii "Najlepszy nowy aktor". W 2005 wystąpił po raz pierwszy na małym ekranie, występując w serialu Everybody Cha Cha Cha.
Kim Pub-lae wystąpił w musicalu Bloody Love, w którym wcielił się w główną rolę, czyli Draculę. Sztuka jest wystawiana w Seulu do 16 lutego 2025 roku.

## Kontrowersje
Kim Pub-lae charakteryzuje się niską, głęboką barwą w zakresie basu oraz bogatą głośnością wokalu. Aktor był już odrzucany przez reżyserów ze względu na głośność głosu, ponieważ przytłacza on głos innych aktorów na planie. Kim Pub-lae wypowiadał się również na temat, że menadżerowie dźwięku specjalnie ściszali jego mikrofon, aby jego kwestie były mniej słyszalne. Z tego powodu ogłosił w swojej przeszłości bojkot, co utrudniała mu występy przez kilka następnych lat.

## Filmografia

### Filmy
- 2012: Gan-cheob
- 2013:
  - Sa-lang-ui ga-wi-ba-wi-bo jako mężczyzna w prochowcu
  - Eun-mil-ha-gae Eui-dae-ha-gae jako dyrektor wywiadu
- 2015: Ak-in-eun Sal-ah Iss-da jako Song Chan-hyeok
- 2017: Nam-han-san-seong jako Kan
- 2018: Illang: Wilcza brygada jako dowódca specjalny Park Moo-yeong

### Seriale
- 2014:
  - Bich-na-geo-na mi-chi-geo-na jako książę Kwak-jang
  - Sam-chong-sa jako Yoon Jung-gook
- 2014–2015: Dr. Frost jako Park Do-chul
- 2015:
  - Gam-yeon jako Yang Seong-gi
  - Hwaryeohan yuhok jako Kang Il-do
- 2016: Mi-ssing-9 jako Jang Do-pal
- 2017:
  - Pum-wi-iss-neun gey-nyeo jako Seo Moon-tak
  - Mi-ueo-da sa-rang-hae jako Goo Choong-seo
- 2018: Bulk-eun-dal Pu-reun-hae jako Song Ho-min
- 2019: Si-keu-ris bu-ti-keu jako Do Joon-seop
- 2021:
  - Tae-jong I-bang-won jako Jo Yeong-mu
  - Dal-eui Ddeu-neun Kang jako król Pyeongwon
  - Squid Game jako pożyczkodawca (sezon 1)
- 2022: Ga-u-se-jeon-ja jako Baek Jo-won
- 2024: Squid Game jako pan Kim (sezon 2)